# 鸡角尖
鸡角尖又名“唱晓峰”、“犄角尖”，是河南省西峡、栾川、嵩县三县界山。它是伏牛山的第二高峰（第一高峰为白云山玉皇顶），海拔2212.5米。因其外观状若雄鸡之冠而得名。
鸡脚尖同时位于龙峪湾景区和老界岭景区。鸡角尖的顶部建有“天外亭”。春季可以观赏鸡角尖附近上百亩太白杜鹃园，数量达3500株，是中国迄今树龄最长、面积最大的杜鹃园。夏季气候凉爽，最高温度不超过21℃。